# Five Nights at Freddy's (serie)

Logo della serie

Five Nights at Freddy's, conosciuta anche con la sigla FNaF, è una serie di Videogiochi survival horror  ideata nel 2014 da Scott Cawthon. La serie ha riscosso notevole successo soprattutto grazie ai misteri celati dietro ad ogni gioco e ad il fattore jumpscare.
Iniziata nel 2014 come serie di videogiochi a tema horror in cui i protagonisti devono sopravvivere agli attacchi di animatroni, la serie conta anche giochi spin-off e diversi libri, fra cui una trilogia di romanzi, due serie antologiche e libri interattivi, a volte scartando l'atmosfera inquietante per dare spazio all'umorismo. Gode di un ampio Merchandising e persino due attrazioni turistiche; è inoltre uscito un film targato Blumhouse. Five Nights at Freddy's è apparso nel libro Guinness Book of Records. Videogiochi con il record di più sequel di un gioco pubblicati in un anno.

## Storia e sviluppo
A dare a Scott Cawthon l'idea alla base della serie furono alcune critiche rivolte al suo precedente gioco Chipper & Sons Lumber Co. che affermavano che il protagonista assomigliasse ad un inquietante pupazzo animatrone. Cawthon, anche se finora aveva creato videogiochi a tema cristiani, sfruttò le critiche a suo vantaggio per creare qualcosa di spaventoso. Five Nights at Freddy's venne pubblicato l'8 agosto 2014 su Desura e poi su Steam dopo l'approvazione del crowdsourcing di Greenlight. Il videogioco divenne subito popolare dopo essere stato mostrato da diversi YouTubers.
Il successo di Five Nights at Freddy's ha portato numerosi sequel tra il 2014 e il 2023, e diversi spin-off come FNaF World. Cawthon utilizzò Clickteam Fusion 2.5 per programmare e Autodesk 3ds Max per la grafica 3D, aggiungendo poi nei titoli successivi doppiaggio e colonne sonore originali. Da Help Wanted, Cawthon ingaggiò la compagnia videoludica Steel Wool Studios per aiutarlo nella programmazione. Nel 2015, Cawthon ampliò il franchise anche nella letteratura, annunciando un contratto con l'editrice statunitense Scholastic, che iniziò con The Silver Eyes pubblicato il 17 dicembre 2015 su Amazon Kindle e 27 settembre 2016 cartaceo.

## Modalità di gioco
La serie videoludica consiste in videogiochi survival horror dove il giocatore è di solito una guardia notturna di un luogo collegato alla "Freddy Fazbear's Pizza", una catena di ristoranti per famiglie fittizia ispirata a Chuck E. Cheese's e Showbiz Pizza Place. L'attrazione principale dei ristorante sono degli animatroni, assomiglianti ad animali antropomorfiche, che performano canzoni sullo stage principale, di solito durante feste per i bambini, ma durante la notte possono muoversi. Il compito del giocatore è osservarli grazie all'ausilio delle telecamere per diverse notti, in un arco di sei ore per notte (da mezzanotte alle sei del mattino), e impedergli di attaccarlo e quindi ucciderlo. La causa dell'aggressione verso il giocatore è dovuta agli spiriti che possiedono tali robot. Completando le notti classiche si otterrà come prova del fatto una stella nel menu principale, altre stelle si ottengono in vari modi a seconda del gioco, spesso completando la sesta notte e anche le notti extra come ad esempio la "Custom Night" e, nel terzo e nel quarto capitolo, la "Nightmare".
In Five Nights at Freddy's il giocatore può chiudere due porti ai suoi lati per bloccare gli attacchi degli animatroni dai due corridoi. Ogni notte, il giocatore ha una limitata energia elettrica che si consuma più velocemente quando il giocatore osserva le telecamere, accende le luci dei corridoi o chiude le porte. Una volta terminata l'energia, il giocatore non può più fare nulla se non venire attaccato da Freddy Fazbear, a meno che il turno non finisca prima. Five Nights at Freddy's 2 ha diversi strumenti: invece delle porte, il giocatore deve utilizzare una maschera e una torcia per difendersi dai robot. Inoltre il giocatore deve caricare a distanza una specie di carillon per evitare l'attacco della Marionetta. In questo gioco sono stati introdotti dei minigiochi in stile Atari che possono capitare casualmente al giocatore che danno indizi criptici per la trama del franchise. Five Nights at Freddy's 3 utilizza invece un sistema di audio per allontanare l'unico animatrone nocivo, Springtrap, dal giocatore. Il giocatore deve anche stare attento a diversi ai sistemi che gestiscono audio, telecamere e ventilazione, che possono avere malfunzionamenti e provocare allucinazioni. I minigiochi inoltre non sono più casuali ma dopo ogni notte. Inoltre vi sono minigiochi segreti, accessibili cliccando poster o inserendo codice nei muri, che, se completati, sbloccano un finale segreto.
In Five Nights at Freddy's 4 il giocatore non ha più accesso a telecamere. L'ambientazione è una camera da letto dove il giocatore può spostarsi tra letto, armadio e due porte laterali che danno su dei corridoi. Il giocatore dovrà fare attenzioni ai suoni, soprattutto al respiro, per capire quando e se chiudere la porta. Il gioco introduce anche un minigioco, anch'esso basato sul rumore, che permette di saltare due ore della notte.
Sister Location introduce la possibilità di muoversi tra diverse stanze, avendo però dei limiti. Pizzeria Simulator introduce una modalità di gioco gestionale in cui il giocatore può costruire la sua pizzeria, guadagnando valute per comprare altre attrazioni. La modalità notturna riprende elementi del terzo e quarto capitolo, basandosi sul suono per allontanare i robot e sentirli muoversi nei condotti di aerazione.
In Help Wanted si dovrà usare il visore da realtà virtuale, sarà possibile rivivere tutte le avventure e i livelli dei precedenti capitoli, compresi minigiochi e livelli extra. Special Delivery invece utilizza la realtà aumentata, il giocatore può accendere la videocamera e il filmato stesso sarà lo sfondo del gioco. I nemici appariranno nell'ambiente circostante e per sconfiggerli dovremo fulminarli con una scossa elettrica, non appena questi partiranno all'attacco. Il giocatore può anche creare i propri endoscheletri ottenendo le parti con determinati mezzi e inviando animatroni ai propri amici.
In Security Breach, invece, il giocatore è libero di muoversi senza limiti nell'ambiente del gioco, sacrificando lo stile di gioco punta e clicca tipico della saga con il free roam. Durante tutto il gioco, il giocatore sarà in grado di eludere gli animatroni in vario modo, ad esempio distraendoli lasciando cadere oggetti e nascondendosi in vari punti.

### Elementi comuni

#### Telecamere
In diversi videogiochi della serie il giocatore utilizza delle telecamere di sicurezza per osservare gli animatroni. È possibile vedere solo una zona alla volta e alcune aree sono completamente oscurate. I video sono spesso opachi, a volte quasi in bianco e nero, e pieni di rumore. Nel terzo gioco il sistema potrebbe smettere di funzionare ed è necessario un riavvio.

#### Luci
Il giocatore fa utilizzo di luci per fermare e osservare meglio gli animatroni. Nel primo, secondo, quinto e ottavo capitolo le luci vengono attivate da un bottone sul muro e servono per illuminare i punti ciechi. Spesso è presente anche una torcia che, nel secondo capitolo aveva una batteria finita e non ricaricabile, ma nel quarto e nel settimo capitolo ha durata infinita. Nel nono capitolo ritorna a essere finita, ma può essere caricati in vari punti del gioco.

#### Porte e condotti di aerazione
Le porte servono al giocatore per difendersi dagli attacchi dei nemici, tenere chiuse le porte può però consumare energia più velocemente. Dal secondo capitolo sono stati introdotti anche i condotti di aerazione che fungono da percorso alternativo per alcuni animatroni. Nel quinto e nel nono capitolo anche il giocatore può muoversi attraverso i condotti.

#### Jumpscare
Ogni gioco della serie principale contiene i jumpscare, che fanno terminare e perdere la partita al giocatore, implicando la morte del personaggio giocante. I jumpscare spesso consistono in apparizioni improvvise dell'animatrone dinanzi al giocatore, seguita da un forte urlo o rumore. Alcuni jumpscare, come quelli di Golden Freddy, Nightmare e Nightmarionette, consistono in un singolo frame con audio distorto e stridulo, facendo anche chiudere, riavviare o bloccare il gioco. L'obiettivo del giocatore è quello di prevenire o bloccare questi jumpscare.

#### Minigiochi
Introdotti nel secondo capitolo, il giocatore ha spesso accesso a diversi minigiochi in stile Atari durante la partita o dopo essere morto. I minigiochi di solito presentano porzioni della trama o eventi in modo criptico. Per esempio nel secondo gioco, i minigiochi mostrano omicidi e come gli spiriti dei bambini hanno posseduto i robot. Nel quarto capitolo invece la storia del Crying Child.

## Videogiochi
| 2014 | Five Nights at Freddy's                      |
| 2014 | Five Nights at Freddy's 2                    |
| 2015 | Five Nights at Freddy's 3                    |
| 2015 | Five Nights at Freddy's 4                    |
| 2016 | FNaF World                                   |
| 2016 | Five Nights at Freddy's: Sister Location     |
| 2017 | Freddy Fazbear's Pizzeria Simulator          |
| 2018 | Ultimate Custom Night                        |
| 2019 | Five Nights at Freddy's: Help Wanted         |
| 2019 | Five Nights at Freddy's AR: Special Delivery |
| 2020 |                                              |
| 2021 | Security Breach: Fury's Rage                 |
| 2021 | Five Nights at Freddy's: Security Breach     |
| 2022 |                                              |
| 2023 | Five Nights at Freddy's: Help Wanted 2       |
| 2024 | Five Nights at Freddy's: Into the Pit        |
| 2025 | Five Nights at Freddy's: Secret of the Mimic |

### Serie principale

#### Five Nights at Freddy's
Five Nights at Freddy's è il primo videogioco della serie. È stato pubblicato per Microsoft Windows l'8 agosto 2014. Narra le vicende di Mike Schmidt, una nuova guardia notturna appena assunta alla Freddy Fazbear's Pizza.

#### Five Nights at Freddy's 2
Five Nights at Freddy's 2 è il secondo videogioco della serie principale e un prequel del primo. È stato pubblicato per Microsoft Windows il 10 novembre 2014. Narra le vicende di Jeremy Fitzgerald, un'altra guardia notturna assunta per la nuova e appena aperta pizzeria Freddy Fazbear's Pizza. Il videogioco introdusse i minigiochi in stile Atari per raccontare la trama.

#### Five Nights at Freddy's 3
Five Nights at Freddy's 3 è il terzo videogioco della serie principale e un sequel del primo. È stato pubblicato per Microsoft Windows il 3 marzo 2015. Ambientato 30 anni dopo il primo gioco, narra le vicende di una guardia senza nome appena assunta all'attrazione horror Fazbear's Fright.

#### Five Nights at Freddy's 4
Five Nights at Freddy's 4 è il quarto videogioco della serie principale. Inizialmente conosciuto anche come Five Nights at Freddy's 4: The Final Chapter, è stato pubblicato per Microsoft Windows il 23 luglio 2015. Ambientato in una camera da letto, il giocatore deve sopravvivere da versioni mostruose degli animatroni. I minigiochi narrano le vicende di "Crying Child", il figlio di William Afton, e della sua morte avvenuta nel Fredbear's Family Diner.

#### Five Nights at Freddy's: Sister Location
Five Nights at Freddy's: Sister Location è il quinto videogioco della serie principale. È stato pubblicato per Microsoft Windows il 7 ottobre 2016. Narra le vicende di Michael Afton, soprannominato "Eggs Benedict", assunto come nuovo impiegato della Circus Baby's Entertainment and Rental. Il videogioco ricevette un aggiornamento gratuito che introdusse la "custom night" che spiega cosa è successo a Mike dopo il finale.

#### Freddy Fazbear's Pizzeria Simulator
Freddy Fazbear's Pizzeria Simulator è il sesto videogioco della serie principale. È stato pubblicato per Microsoft Windows il 4 dicembre 2017. Narra le vicende di un nuovo impiegato, probabilmente Michael, appena assunto da "Cassette Man" per creare una nuova Freddy Fazbear's Pizza dopo gli avvenimenti del terzo gioco.

#### Ultimate Custom Night
Inizialmente pensato come DLC di Freddy Fazbear's Pizzeria Simulator, Ultimate Custom Night è il settimo videogioco della serie principale. È stato pubblicato per Microsoft Windows il 27 giugno 2018. Narra le vicende di William Afton, intrappolato in un incubo eterno, torturato da una delle sue vittime.

#### Five Nights at Freddy's: Help Wanted
Five Nights at Freddy's: Help Wanted è l'ottavo videogioco della serie principale. È stato programmato da Steel Wool Studios e pubblicato per il 28 maggio 2018. Primo videogioco della serie in realtà virtuale e ambientato dopo la Ultimate Custom Night, narra le vicende di una beta tester che prova il nuovo videogioco della Fazbear Entertainment creato per prendere in giro le "leggende metropolitane" del franchise fittizio. Un contenuto scaricabile chiamato Curse of Dreadbear è stato distribuito in tre parti il 23, 29 e 31 ottobre 2019.

#### Five Nights at Freddy's: Security Breach
Five Nights at Freddy's: Security Breach è il nono videogioco della serie principale. È stato programmato da Steel Wool Studios e pubblicato per il 16 dicembre 2021. Narra le vicende di Gregory, un orfano che è rimasto intrappolato nel Freddy Fazbear's Mega Pizzaplex e deve cercare di sopravvivere tutta la notte, grazie l'aiuto di Glamrock Freddy, dalla guardia notturna Vanessa e dagli altri robot. Un contenuto scaricabile chiamato RUIN è stato distribuito gratuitamente il 25 luglio 2023.

#### Five Nights at Freddy's: Help Wanted 2
Five Nights at Freddy's: Help Wanted 2 è il decimo videogioco della serie principale. Sequel dell'ottavo, è anch'esso in realtà virtuale. È stato programmato da Steel Wool Studios e pubblicato per il 14 dicembre 2023. Narra le vicende di un impiegato della Fazbear, che indossa una maschera V.A.N.N.I. e deve risolvere vari puzzle e minigiochi, aiutando inconsapevolmente un virus.

#### Five Nights at Freddy's: Secret of the Mimic
Five Nights at Freddy's: Secret of the Mimic sarà l'undicesimo videogioco della serie principale. È stato annunciato il 6 agosto 2024 per il 10º anniversario della serie. Sarà in realtà virtuale e si incentrerà sul Mimic, l'antagonista introdotto in RUIN.

### Spin-off

#### FNaF World
FNaF World è il primo spin-off della serie. È stato pubblicato per Microsoft Windows il 21 gennaio 2015. È un RPG con diversi personaggi della serie fino al quarto capitolo. È stato ritirato da Steam e ripubblicato gratuitamente.

#### Five Nights at Freddy's: Special Delivery
Five Nights at Freddy's: Special Delivery è il secondo spin-off della serie. È stato pubblicato per IOS e Android il 25 novembre 2019. È il primo videogioco della serie in realtà aumentata. Ambientato nella serie principale tra Help Wanted e Security Breach, il personaggio giocante riceve diversi animatroni a casa dalla Fazbear per intrattenerlo, tuttavia a causa della gran richiesta vengono inviati anche robot malfunzionanti. Un contenuto scaricabile chiamato Dark Circus: Encore! è stato distribuito il 13 dicembre 2021. I server del gioco sono stati chiusi il 14 marzo 2024.

#### Freddy in Space 2
Freddy in Space 2 è il terzo spin-off della serie. È uno sparatutto platformer a scorrimento laterale, sequel del minigioco "FNaF 57: Freddy in Space" di FNaF World. È stato pubblicato il 3 dicembre 2019 su Game Jolt. Il gioco è stato creato per promuovere la livestream "#CancelCancer" di MatPat, con i ricavi dati in beneficenza al St. Jude Children's Research Hospital.

#### Security Breach: Fury's Rage
Security Breach: Fury's Rage è il quarto spin-off della serie. È un picchiaduro a scorrimento laterale, programmato da Cawthon per scusarsi dei continui ritardi della pubblicazione di Security Breach. È stato pubblicato gratuitamente il 28 aprile 2021.

#### Freddy in Space 3: Chica in Space
Freddy in Space 3: Chica in Space è il quinto spin-off della serie. È uno sparatutto platformer a scorrimento laterale, sequel di Freddy in Space 2. È stato pubblicato sotto il falso nome di FNaF: The Movie: The Game il 18 ottobre 2023 su Game Jolt.

#### Five Nights at Freddy's: Into the Pit
Five Nights at Freddy's: Into the Pit è il sesto spin-off della serie programmato da Mega Cat Studios. È basato sul romanzo "Nella vasca" della serie antologica Gli incubi del Fazbear. È stato pubblicato il 7 agosto 2024 per il 10º anniversario della serie.

#### Five Laps at Freddy's
Five Laps at Freddy's è il settimo spin-off della serie. È un videogioco di corsa programmato da Clickteam. È stato annunciato il 19 giugno 2024. Un trailer è stato pubblicato il 3 agosto. Una demo del gioco è stata distribuita il 7 agosto, il gioco completo verrà distribuito nel corso del 2025.

#### Five Nights at Freddy's: Survival Crew
Five Nights at Freddy's: Survival Crew sarà l'ottavo spin-off della serie. È un videogioco di Roblox programmato dal Metaverse Team Frights. È stato distribuito per sbaglio il 20 dicembre 2023, ma è stato buttato subito giù da Cawthon, promettendo una versione completa e funzionale. Nel breve periodo in cui il videogioco era disponibile, i giocatori che sono riusciti a provarlo lo hanno descritto come un "horror cooperativo" simile a Dead by Daylight.

### Fazbear Fanverse
Il 21 agosto 2020 Cawthon annunciò che avrebbe finanziato e pubblicato alcuni videogiochi creati dai fan ispirandosi a Five Nights at Freddy's. I videogiochi inclusi nell'iniziativa sono: la serie One Night at Flumpty's di Jonochrome, la serie Five Nights at Candy's di Emil Macko, la serie Joy of Creation di Nicodemo Sitá e Popgoes Evergreen di Kane Carter. Cawthon ha confermato che i videogiochi sarebbero stati pubblicati su altre piattaforme, come mobile e console, e avrebbero avuto anche Merchandising. Il primo videogioco pubblicato è stato One Night at Flumpty's il 31 ottobre 2020 per Android e il 18 novembre per iOS, seguito dai due sequel nel 2021. Un altro videogioco dell'iniziativa doveva essere Five Nights at Freddy's Plus, un remake del primo videogioco della serie, programmato da Phil Morg, ma rimosso da Steam a causa di alcune controversie riguardo al programmatore.

## Altri media

### Trilogia di romanzi
Nel 2015 Cawthon annunciò che avrebbe prodotto un libro dedicato al franchise chiamato Five Nights at Freddy's: The Untold Story. Il titolo venne cambiato in The Silver Eyes e venne pubblicato per Amazon Kindle il 17 dicembre 2015. La protagonista è Charlotte Emily, figlia del proprietario del Freddy Fazbear's Pizza, che è appena ritornata nella sua città natale, scoprendo segreti sulla pizzeria e sull'incidente avvenuto anni prima. Secondo Cawthon, il romanzo dovrebbe "espandere i miti (del franchise) e rivelare elementi umani mai vista prima d'ora nei giochi". Il romanzo fu espanso in una trilogia composta da:
- Five Nights at Freddy's: The Silver Eyes
- Five Nights at Freddy's: The Twisted Ones
- Five Nights at Freddy's: The Fourth Closet

### Serie antologiche

#### Gli incubi del Fazbear
Gli incubi del Fazbear (Fazbear Frights) è una serie antologica scritta da Scott Cawthon in collaborazioni con altri autori. Il primo libro, Mille modi per morire (Into the Pit in originale), è stato pubblicato da Scholastic il 26 dicembre 2019. La serie si è conclusa con Felix the Shark, il dodicesimo libro, pubblicato negli Stati Uniti il 19 aprile 2022. In Italia viene pubblicata dalla casa editrice Il Castoro dal 2020.

#### I racconti del Pizzaplex
I racconti del Pizzaplex (Tales from the Pizzaplex) è la seconda serie antologica scritta da Scott Cawthon in collaborazioni con altri autori. Il primo libro, Il gioco di Lally (Lally's Game in originale), è stato pubblicato da Scholastic il 19 luglio 2022. La serie si è conclusa con B7-2, l'ottavo libro, pubblicato negli Stati Uniti il 3 ottobre 2023. In Italia viene pubblicata dalla casa editrice Il Castoro dal 2024.

#### Interactive Novels
Interactive Novels è una serie di romanzi scritta da Scott Cawthon in collaborazioni con altri autori. Il primo libro, VIP, è stato pubblicato gratuitamente il 3 agosto 2024. La serie comprende oltre VIP altri tre romanzi chiamati The Week Before, Return to the Pit ed Escape the Pizzaplex. Attualmente la serie è inedita in Italia.

### Five Nights at Freddy's: Survival Logbook
Five Nights at Freddy's: Survival Logbook è un libro di attività pubblicato da Scholastic il 26 dicembre 2017. Inizialmente presentato come una normale guida con puzzle, quiz e cruciverba per addestrare i nuovi dipendenti della Fazbear, nasconde in verità segreti che permettono di risolvere diversi misteri della saga, come il nome di Cassidy.
Secondo la storia fittizia apparteneva a un certo "Mike", una precedente guardia notturna della pizzeria, di cui possiamo vedere diversi disegni e testi da lui scritti con una penna rossa. Mike stava conversando con due entità, una che comunica scrivendo in stampatello sbiadito e l'altra che comunica alterando diverse scritte già presenti nella guida. L'identità di questi due spiriti, completando alcune attività segrete della guida, si scopriranno essere rispettivamente Cassidy, l'anima della bambina che possiede Golden Freddy, e Crying Child, il fratello minore di Michael Afton ucciso nel morso dell'83.

### Altri libri
La serie presenta anche tipologie di libri come guide, enciclopedie per i personaggi, libri di disegno e persino un ricettario.

### Adattamento cinematografico
La Warner Bros. Pictures ha annunciato nell'aprile 2015 di aver acquisito i diritti cinematografici della serie, con Roy Lee, David Katzenberg e Seth Grahame-Smith programmati per la produzione. Nel luglio 2015, Gil Kenan ha firmato per dirigere l'adattamento e co-scriverlo con Tyler Burton Smith.
Nel giugno 2017, Kenan ha detto che non avrebbe più diretto il film dopo la svolta della Warner Bros. Pictures. Nel febbraio 2018 è stato annunciato che Chris Columbus avrebbe diretto e scritto il film, producendolo anche con Blum e Cawthon. Nell'agosto 2018, Cawthon ha annunciato che la prima bozza della sceneggiatura era stata completata e che erano possibili un secondo e un terzo film. Più tardi quel mese, Blum ha twittato che il film era previsto per un'uscita nel 2020. Tuttavia, pochi mesi dopo, nel novembre 2018, Cawthon annunciò che la sceneggiatura del film era stata scartata e sarebbe stata ulteriormente ritardata. Dopo quasi due anni senza ulteriori annunci, Blum ha confermato nel giugno 2020 che il film era ancora in fase di sviluppo attivo.
Il 20 novembre 2020, Cawthon ha annunciato in un post su Reddit in cui discuteva delle numerose sceneggiature scartate per il film che le riprese del film, riferendosi alla sceneggiatura come la sceneggiatura di Mike, sarebbero iniziate nella primavera del 2021. Tuttavia, Blum ha rivelato nel settembre 2021 che il film aveva ancora problemi di sceneggiatura e che Columbus non era più legato al progetto come regista.
Nel dicembre 2022, la Blumhouse confermò il proseguimento delle riprese dell'adattamento cinematografico di Five Nights at Freddy's e rivelò il nome della regista a cui era stato affidato il progetto del film, Emma Tammi, e di parte del cast, tra cui figurano Josh Hutcherson e Matthew Lillard, quest'ultimo noto in particolar modo per il suo ruolo in Scream. Il progetto della creazione degli animatroni nel film è stato affidato alla Jim Henson's Creature Shop, nota per aver creato i Muppets.
Il film Five Nights at Freddy's ha infine debuttato nelle sale cinematografiche statunitensi il 27 ottobre 2023..
Un sequel del film, Five Nights at Freddy's 2, inizierà la produzione nel 2024. Emma Tammi ritornerà come regista. È stato poi annunciato che il film uscirà il 5 Dicembre 2025 in Inghilterra.

## Trama
La trama della serie ruota principalmente attorno a una catena di ristoranti gestita dalla Fazbear Entertainment, compagnia fondata da William Afton e Henry Emily, il primo dei quali fu il "Fredbear's Family Diner". William è un ingegnere di robotica, ma anche un sadico serial killer, per questo uccise la figlia del suo collega, Charlie Emily, e cinque altri bambini, nascondendo i corpi di questi ultimi nelle tute degli animatroni. Però perse anche due figli: il più giovane, conosciuto come "Crying Child", venne ucciso, a causa di uno scherzo del fratello Michael, nelle fauci di Fredbear; la seconda, Elizabeth, invece per mano di Circus Baby, robot da lui creato per uccidere i bambini.
Michael, per redimersi dalla morte del fratello, decise di lavorare per le pizzeria e per l'azienda del padre, il "Circus Baby's Entertainment and Rental", scoprendo la realtà sui vari incidenti e gli studi del padre riguardo ai "residui delle emozioni" ("Remnant" in originale). William nel mentre tornò alla pizzeria per smantellare i robot, ma venne circondato dagli spiriti delle sue vittime e morì nella tuta di Spring Bonnie.
Trent'anni dopo, venne costruita un'attrazione horror basata sulle tragedie della catena dei ristoranti chiamata "Fazbear's Fright" e William, ancora all'interno di Spring Bonnie, venne recuperato e riattivato, diventando un'attrazione. L'attrazione venne bruciata, ma Springtrap sopravvisse. Henry decise quindi di attirare tutti gli animatroni e lo stesso Michael in una singola pizzeria, incendiandola per liberare tutti gli spiriti, ma morendo nel mentre. L'anima di William venne però intrappolata e tormentata in un inferno personalizzato da una delle sue vittime, probabilmente Cassidy.
Anni dopo, la Fazbear Entertainment venne rifondata e distribuì un videogioco in realtà virtuale basato sui precedenti ristoranti, per convincere il pubblico che le tragedie avvenute non erano altro che finzione, costruendo nel mentre una nuova pizzeria, il PizzaPlex.
Con questo si riassume la trama della serie principale fino all'inizio di Five Nights at Freddy's: Security Breach.

## Personaggi

### Umani
- Michael Afton/Mike Schmidt: (doppiato da PJ Heywood nei videogiochi ed interpretato da Josh Hutcherson nel film del 2023) - Il protagonista del franchise e figlio dell'antagonista principale William Afton. Lavora come guardia di sicurezza notturna nel primo gioco,  tecnico animatronico in Sister Location e direttore di ristorante in Pizzeria Simulator. Ci sono varie teorie sul suo ruolo nel quarto capitolo, che è un prequel dell'intera serie, ma la più preponderante è che sia giocabile effettivamente solo nell'ultima notte, mentre in tutte le altre si interpreta suo fratello minore, il Crying Child. L'obiettivo principale di Michael è trovare suo padre. Nel film non ha parentela con William.
- Ralph (doppiato da Scott Cawthon) - Conosciuto anche come "Phone Guy" (letteralmente "Uomo del telefono"), era una precedente guardia di sicurezza le cui registrazioni possono essere ascoltate nei primi tre giochi. Lascia messaggi telefonici registrati che forniscono spiegazioni sui giochi e sulla loro storia.
- Jeremy Fitzgerald - La prima guardia di sicurezza e personaggio giocante del secondo gioco. Dopo aver completato la sesta notte, viene promosso al turno diurno.
- Fritz Smith - La seconda guardia di sicurezza e personaggio giocante del secondo gioco, che viene controllato durante la Custom Night prima di essere licenziato.
- Phone Dude (doppiato da Scott Cawthon) - Un impiegato del Fazbear Fright che fornisce informazioni al giocatore nelle prime due notti del terzo gioco.
- William Afton (doppiato da PJ Heywood nei videogiochi e interpretato da Matthew Lillard nel film del 2023) - Il principale antagonista del franchise: un ingegnere di robotica, cofondatore e proprietario di Fazbear Entertainment e un sadico serial killer responsabile della maggior parte delle tragedie e degli incidenti della serie, inclusi gli omicidi di diversi bambini i cui le anime possiedono gli animatroni, portandoli in vita. Appare soprattutto nei minigiochi del secondo e del terzo gioco come una sagoma viola, guadagnandosi il popolare soprannome di "Purple Guy" fino a quando il suo vero nome non è stato confermato con l'uscita di Sister Location.
- I bambini scomparsi (interpretati da Grant Feely, Asher Colton Spence, David Houston Doty, Liam Hendrix e Jophielle Love nel film del 2023) - cinque bambini uccisi da William Afton, il quale li ha attirati in una stanza sul retro del Freddy Fazbear's Pizza mentre era travestito da Spring Bonnie. I loro corpi furono infilati negli animatroni presenti nel primo gioco, che da allora sono animati dai loro spiriti vendicativi. I loro nomi sono Gabriel (Freddy Fazbear), Jeremy (Bonnie), Susie (Chica), Fritz (Foxy) e Cassidy (Golden Freddy).
- Crying Child - Figlio di William Afton e fratello minore di Michael, è il personaggio giocante del quarto gioco, con una paura paralizzante degli animatroni stimolata dal fratello maggiore che lo tormenta. Viene ferito a morte in un minigioco quando suo fratello e i suoi amici gli infilano la testa nella bocca di Fredbear, che si chiude con forza e gli schiaccia la testa. Sembrerebbe che l'intero gioco, a esclusione dell'ultima notte, giocata dal punto di vista di Michael, sia un suo sogno dato dal coma in cui cade dopo l'incidente, per poi morire alla fine. Nel film è sostituito da Garret Schmidt.
- Elizabeth Afton (doppiata da Zehra Jane Naqvi) - La figlia di William Afton e sorella minore di Michael, la cui anima possiede Circus Baby dopo essere stata uccisa dall'animatrone. Nel film viene sostituita da Abby Schmidt.
- Henry Emily (doppiato da Dave Steele) - Ex socio in affari di William Afton, con il quale ha co-fondato Fazbear Entertainment. È l'aiutante principale di Pizzeria Simulator dove viene accreditato come "Cassette Man".
- Charlotte "Charlie" Emily - La figlia di Henry Emily e protagonista della trilogia di romanzi, la cui anima possiede la Marionetta dopo essere stata assassinata da William Afton.
- Gregory (doppiato da Marta Svetek) - Il bambino protagonista di Security Breach. È un orfano che rimane intrappolato nel PizzaPlex durante la notte, si allea con Glamrock Freddy per fuggire il mattino successivo.
- Vanessa "Vanny" A. (doppiata da Jessica Tang, Heather Masters e Marta Svetek nei videogiochi ed interpretata da Elizabeth Lail nel film del 2023) - Una giovane guardia di sicurezza che viene corrotta fino a diventare una seguace di Glitchtrap, diventando così un serial killer che indossa un costume da coniglio bianco. Nel film è la figlia di William Afton e lavora come poliziotta.
- Cassie (doppiata da Astrid Wong-Searby) - La bambina protagonista del DLC RUIN, nonché amica di Gregory. Si avventura nel PizzaPlex per salvarlo, non realizzando che è una trappola.

### Animatroni
- Freddy Fazbear (doppiato da Tim Simmons nei videogiochi ed interpretato da Kevin Foster nel film del 2023) - È un animatronico dall'aspetto di un orso bruno con un cappello a cilindro e un papillon nero ed è il personaggio mascotte del Freddy Fazbear's Pizza, che svolge il ruolo di cantante principale durante gli spettacoli della band animatronica. La versione originale è posseduto da Gabriel. Con poche eccezioni, la maggior parte delle varianti di Freddy fungono da antagonisti principali o secondari.
  - Golden Freddy è una versione dorata e spettrale di Freddy che appare in circostanze speciali nei primi due giochi e,in alcuni casi,può farli crashare.Nella saga interpreta un ruolo piuttosto importante(benché le sue origini restino comunque ambigue).Nutre un profondo odio nei confronti di William Afton tant'è che,a differenza delle altre anime,si rifiuta di riposare e tortura l'assassino in un inferno personalizzato in Ultimate Custom Night.È posseduto da Cassidy.
  - Fredbear (doppiato da Kellen Goff) è la prima versione di Freddy con una combinazione di colori giallo oro e con cappello e cilindro viola e la mascotte del Fredbear's Family Diner, il precursore di Freddy Fazbear's Pizza.Compare inoltre come antagonista principale in FNAF 4 nella sua versione Nightmare e ha un cameo in Ultimate Custom Night.
- Bonnie (interpretato da Jade Kindar-Martin nel film del 2023) - È un coniglio animatronico blu/indaco con un papillon rosso, che svolge il ruolo di musicista durante gli spettacoli della band animatronica.A dispetto del suo nome Bonnie è maschio ma potrebbe anche essere un rimando alla parola "Bunny"(in italiano "Coniglietto").La versione originale è posseduto da Jeremy.
  - Spring Bonnie è la prima versione di Bonnie e seconda mascotte del Fredbear's Family Diner assieme a Fredbear, che prende il nome dalle serrature a scatto integrate all'interno della tuta.È anche l'animatronico che William Afton utilizzò per adescare i cinque bambini per ucciderli.Dopo che William Afton muore al suo interno il costume rimase abbandonato con il suo cadavere deteriorandosi e divenendo Springtrap.
- Chica (interpretata da Jess Weiss nel film del 2023) - È una gallina gialla animatronica con un bavaglio con su scritto "LET'S EAT!"("MANGIAMO!"), che svolge il ruolo di corista durante gli spettacoli della band animatronica. Porta sempre con sé Mr. Cupcake, un cupcake rosa con gli occhi e una candela di compleanno. La versione originale è posseduta da Susie.
- Foxy (doppiato da Christopher McCullough nei videogiochi e da Kellen Goff nel film del 2023) - È una volpe pirata rossa animatronica con una benda sull'occhio e un uncino al posto della mano.Ha un corpo piuttosto danneggiato, tant'è che lascia scoperte le gambe del suo endoscheletro,e possiede una lunga fila di denti aguzzi.Non fa parte della band e si esibisce in un palchetto separato, denominato "Pirate Cove" (letteralmente "Covo dei Pirati"). La versione originale è posseduto da Fritz.
  - Mangle (doppiato da Jena Rundus) è la controparte bianca e rosa di Foxy che debutta nel secondo gioco, chiamato così per la sua capacità di essere smontato e rimontato in una serie di modi insoliti.
- La Marionetta (doppiata da Jena Rundus) - Una marionetta simile a un Pierrot e l'antagonista principale del secondo gioco, che diventa poi un'antagonista di supporto e successivamente un personaggio eroe nei giochi successivi. La versione originale è posseduta da Charlie Emily.
- Balloon Boy - Un animatrone umanoide dalle fattezze di un bambino vestito di rosso e blu con cappellino ad elica e con in mano un palloncino.
- Circus Baby (doppiata da Heather Masters) - Un animatrone umanoide dalle fattezze di una bambina pagliaccio, che debutta in Sister Location come personaggio centrale.É posseduta dalla figlia di William Afton,Elizabeth.
- Ballora (doppiata da Michella Moss) - Un animatrone umanoide dalle fattezze di una ballerina.
- Ennard (doppiato da Heather Masters e Zehra Jane Naqvi) - Una fusione di più animatroni che funge da antagonista principale di Sister Location. Si inserisce brevemente nel corpo cavo di Michael Afton prima di essere rigurgitato.
- Il Mimic (doppiato da Marta Svetek) - Un endoscheletro capace di imitare al meglio qualunque robot o essere umano che funge da principale antagonista della serie di libri I racconti del Pizzaplex e della serie cooperativa della saga. In più, è l'antagonista principale nel videogioco Secret Of The Mimic.

## Accoglienza
La serie fu accolta molto positivamente dal pubblico. Ricevette un'attrazione horror a tema a Las Vegas nel 2016 e vinse il record di più sequel pubblicati in un anno. Freddy Fazbear's Pizzeria Simulator è stato inserito da IGN nella loro lista "18 migliori horror del 2017". Help Wanted invece è stato inserito nella lista "i nostri videogiochi horror preferiti del 2019" di PlayStation.

### Critica
La reazioni dei critici sono state miste. Il primo videogioco ottenne un giudizio "generalmente favorevole" su Metacritic, con un punteggio medio di 78 su 100. È stata elogiata l'originalità e la semplicità rispetto gli altri videogiochi del genere horror, ma la modalità di gioco è stata criticata perché troppo ripetitiva. Il secondo capitolo ottenne 62 su 100, venendo criticato il riutilizzo della formula del primo e la difficoltà. Il terzo gioco ottenne 68 su 100, elogiando il nuovo sistema di riavvio dei sistemi, ma vennero criticati i jumpscare. Il quarto capitolo ottenne il punteggio più basso con 51 su 100.
Sister Location ottenne 62 su 100, elogiando soprattutto la trama e il doppiaggio. Freddy Fazbear's Pizzeria Simulator ricevette critiche molto positive per la sua nuova e innovativa modalità di gioco. Anche Ultimate Custom Night venne accolto abbastanza positivamente.
Help Wanted è il videogioco della serie principale con punteggio più alto, con ben 80 su 100 per la versione per PlayStation 4. È stata elogiata soprattutto l'atmosfera data dalla realtà virtuale. Il gioco è stato nominato ai New York Game Awards nel 2020 per i "Coney Island Dreamland Award" come miglior gioco AR/VR. Security Breach invece ottenne 64 su 100, venendo elogiata l'ambientazione, ma ampiamente criticati i bug e i glitch. Il videogioco nonostante tutto ha vinto il Players' Choice del dicembre 2021 sul PlayStation Blog.
Lo spin-off Into the Pit ottenne il punteggio più alto della serie con 87 con 100. I critici elogiarono soprattutto lo stile del gioco e la trama, fedele alla storia de' Gli incubi del Fazbear.

## Impatto culturale

### Fandom

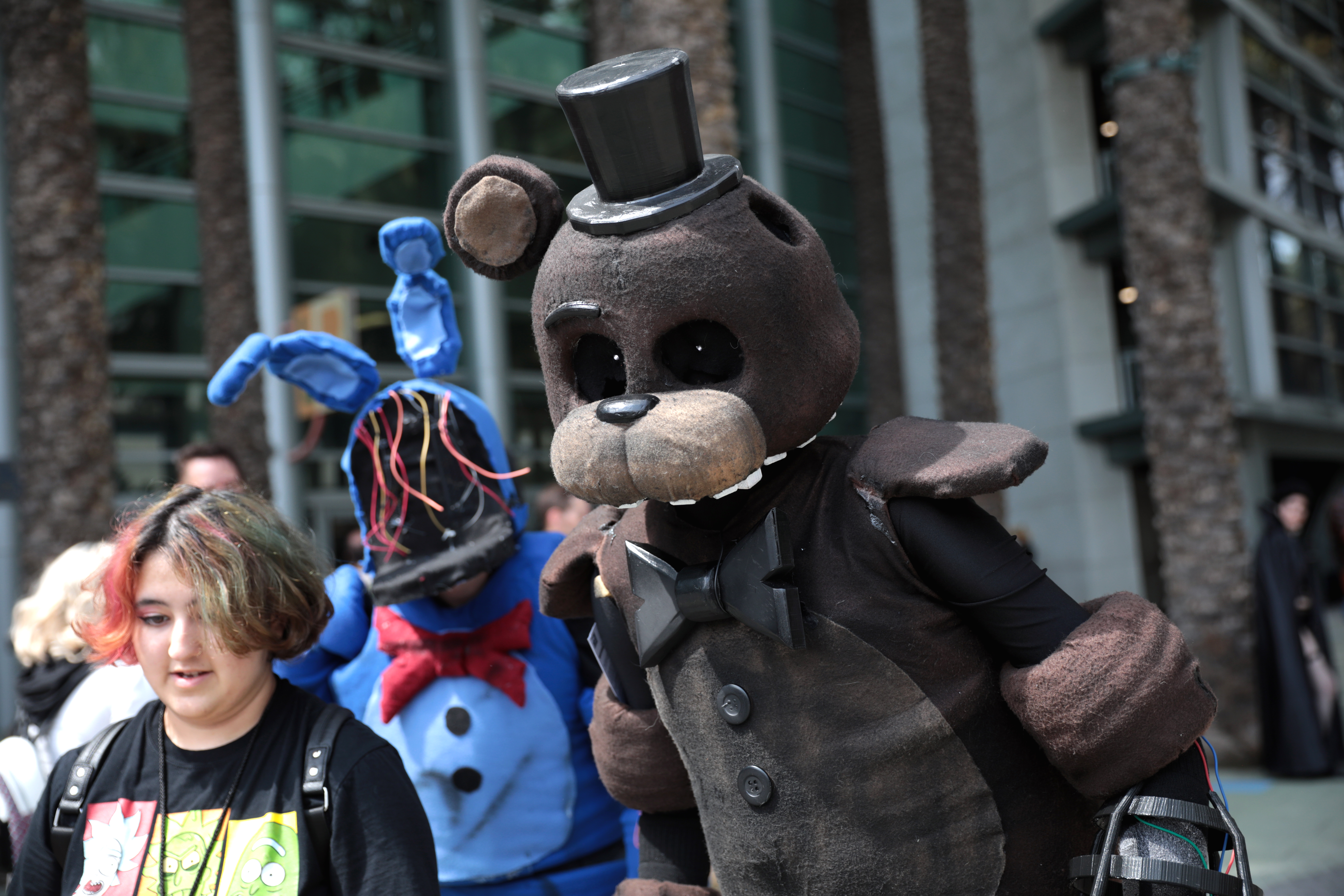
Cosplayer al WonderCon 2022 vestiti da Withered Bonnie (Five Nights at Freddy's 2, a sinistra sullo sfondo) e Ignited Freddy (The Joy of Creation, a destra in primo piano)

Sin dalla pubblicazione del primo gioco, popolari content creator come PewDiePie, Markiplier e Jacksepticeye hanno ricevuto milioni di visualizzazioni per i loro let's play, che hanno aiutato la serie a ricevere ancora più attenzione. Nel maggio 2015, YouTube ha affermato che i video sulla serie sono stati l'ottavo let's play più guardato del sito.
La trama criptica, non lineare e interpretativa di Five Nights at Freddy's è uno dei temi più discussi dai fan della serie. Canali come The Game Theorists hanno pubblicato diversi video con l'obiettivo di decodificare la storia raccontata dal franchise. Il canale ha pubblicato più di 60 video con 800 milioni di visualizzazione messe assieme.
Migliaia di fan game si sono ispirati alla modalità di gioco del franchise. I fan game sulla serie sono diventati talmente comuni che Game Jolt dovette creare un genere dedicato sul loro sito per evitare di sovraccaricare il sito. La serie ha generato diverse canzoni creati dai fan, incluse alcune del gruppo The Living Tombstone, ognuna delle quali ha accumulato centinaia di milioni di visualizzazioni(e la prima fatta è diventata il video di FNAF più visto su YouTube). Il singolo del gruppo, Five Nights at Freddy's, è stato riprodotto durante i titoli di coda dell'adattamento cinematografico.
Anche se il fandom di Five Nights at Freddy's è stato spesso criticato per la sua immaturità, Cawthon l'ha sempre difeso e ha criticato gli artefici sostenendo che fosse una "generalizzazione ingiusta".
Nel settembre 2022, un video di Jack Black che balla la prima canzone dedicata alla serie dei The Living Tombstone è diventato virale su TikTok. L'attore era apparso ad aprile in un episodio del Jimmy Kimmel Live! indossando una maschera di Glitchtrap, l'antagonista principale di Help Wanted, dove ha rivelato di essere san della saga. Black e suo figlio Samuel hanno giocato anche a Five Nights at Freddy's 4 insieme a Markiplier per promuovere il film Piccoli brividi.

### Merchandising
A partire dal quarto gioco, due compagnie di giocattoli chiamate Funko e Sanshee hanno ottenuto i diritti per produrre oggetti basati sulla serie di Five Nights at Freddy's. Fra i vari prodotti troviamo action figures, peluches, calendari, posters, vestiti, tazze, portachiavi e oggetti scolastici come penne. McFarlane Toys ha prodotto anche un set simil-Lego; Todd McFarlane ha descritto il set come "il più venduto, non comparabile con nessun altro, di molto che abbia mai fatto in più di 20 anni". Anche il Merchandising, disponibile in tutto il mondo, fu uno dei fattore a portare la serie al successo.